# Indická filozofie
Indická filosofie patří k nejstarším filozofickým tradicím světa. Jedny z nejstarších filosofických úvah jsou upanišady, které byl komponovány 600 až 300 př. n. l. a svou moudrost čerpají z véd. Védy jsou jedny z nejstarších spisů indoevropské jazykové skupiny, které popisují období až 8000 př. n. l. Na základě véd vznikl hinduismus a z něho vznikaly postupně další náboženské a filosofické směry. Nejdůležitější z nich jsou buddhismus a džinismus.
I když je hinduistická filosofická tradice jedna z nejstarších na světě, je v Evropě skoro neznámá. Indická filosofie klade důraz na subjektivní metody poznávání, přičemž skoro všechny evropské filosofické směry, počínaje řeckými antickými filosofy a konče novodobými evropskými mysliteli, kladou důraz na objektivní, (vědecké) metody.
Móhandás Karamčand Gándhí ukázal celému světu, jakou sílu má aktivní odpor proti tyranii (satjagraha, filosofie založená na jógickém principu nenásilnosti (ahinsá) v boji o nezávislost Indie v roce 1939.

## Společné znaky
- Společné znaky všech filosofických škol (daršanám) jsou: 1. samsára, 2. dharma, 3. karma, 4. mókša a 5. nirvána.
- Převládajícími směry jsou: monoteismus – védánta, jejímž nejznámějším myslitelem je Ádi Šankara – a polyteismus – sánkhja.
- Podle doby vzniku: 1. pravověrné (ortodoxní) (ástika), 2. jinověrné (neortodoxní) (nastika) a 3. politicky orientovaná filosofie (arthašástra).

## Ortodoxní školy

### Njája
Njája (v dévanágarí न्याय) je jedna ze šesti ortodoxních indických filosofických škol, nazývaná „škola logiky“ nebo také „škola filosofického bádání“. Je založena na spisech známých pod názvem Njája sútry, jejichž autorem je Aksapada Gótama (2. století př. n. l.) a popisuje prostředky, které logickým myšlením vedou k pravdivým závěrům.
Podle njáji jsou možné čtyři zdroje poznání (pramána): smyslové poznání (pratjakša), duchovní odvození (anumána), srovnání (upamána) a svědectví (šabda). Poznání získané tímto způsobem může být platné nebo neplatné. Proto se njájoví badatelé snaží o rozlišení platného a neplatného poznání v každém z těchto zdrojů ve velkém množství vysvětlujících komentářů. V tomto směru můžeme njáju srovnat se současnou analytickou filosofií.

### Vaišéšika
Vaišéšika (v dévanágarí वैशेषिक) je jedna ze šesti ortodoxních indických filosofických škol a historicky je příbuzná se školou logického myšlení – njájou. Tak jako njája popisuje vaišéšika prostředky, které vedou k pravdivým závěrům. V její klasické podobě obhajuje Kanáda v 10 knihách Vaišéšika súter (6. až 2. století př. n. l.) zásadu, že všechny objekty hmotného světa je možné rozložit na složky a dostat se až na atomární a éterické úrovně. Tento předpoklad je ve vaišéšice základním východiskem při systematické analýze vlastností (višéša), které odlišují jeden objekt od druhého. Na rozdíl od njáji připouští vaišéšika jenom dvě možnosti získání platného poznání – smyslové poznání a logické odvození.
Vaišéšikový systém analytického rozboru vlastností se vyvíjel nezávisle na njáje a je starší. Přesto jsou si oba systémy velmi podobné, protože jejich závěry týkající se metafyzických úrovní jsou prakticky stejné. To dokazuje velké množství komentářů ze 4. až 9. století n. l.

### Sánkhja
Sánkhja (v dévanágarí सांख्य) je jedna ze šesti ortodoxních škol indické filosofie. Za zakladatele je všeobecně uznáván světec Kapila. Sánkhja je považována za nejstarší filosofický systém hinduistické tradice, založený na principech dualismu. Vliv této filosofické školy je znatelný jak v pozdější védántské filosofii, tak i ve filosofii Jógy.
Základní myšlenkou této filosofie je pohled na svět, který tvoří Puruša (kosmický duch) a Prakrti (prvotní hmotná substance). Podle této filozofie je úplné vědění možné třemi platnými prostředky (trajam pramána): 1. vjemy (pratjakša), 2. úvahou (anumána) a 3. slovem (šabda). Sánkhja považuje znalost objektu za neúplný bez znalosti jeho součástí.

### Jóga
Slovo jóga je odvozeno od sanskrtského kořene yuj a znamená sjednotit. Jóga znamená sjednocení individuálního já (átman) s universálním bytím (paramátman). Povaha tohoto sjednocení se liší podle druhu jógy. Nejznámější jsou: karmajóga (jóga činnosti); džňánajóga (jóga vědění); bhaktijóga (jóga oddanosti) a dhjánajóga (jóga meditace). Co je jóga vysvětluje Pataňdžali ve své Jógasútře.

### Mímánsá
Mímánsá (v dévanágarí मीमांसा) znamená v češtině zkoumání, výzkum nebo podrobná úvaha. Je také známa s přívlastky púrva-mímánsá (předcházející zkoumání), karma mímánsá (zkoumání činnosti), uttara-mímánsá (pozdější zkoumání) nebo brahma mímánsá (zkoumání brahma).
Mímánsá je způsob zkoumání véd založený na dvojznačnosti a je přesně opačný způsobu jednoznačnosti, kterým se zabývá advaita-védánta. Tento systém indické filosofické školy rozděluje sanhity (čtyři prvotní védy – rgvéd, sámavéd, jadžurvéd a atharvavéd) na tyto části: 1. obětní liturgické texty (karma-kánda) mantry a bráhmany a 2. filosofická pojednání (džňána-kánda) v upanišadách.
Za zakladatele této školy je považován světec Džaimini, autor díla Púrva-mímánsá-sútry z doby 300 až 100 př. n. l. Hlavní hledání karma-mímánsy je zaměřeno na činnost, která bude spontánně v souladu s dharmou.

### Védánta
Védánta, v dévanágarí वेदान्त , je výraz složený ze sanskrtských slov véda a anta (závěr) a znamená „zakončení véd“. Védanta je indická, ortodoxní, monoteistická, filosofická škola, jejímiž nejznámějšími větvemi jsou: 1. advaita-védánta (Ádi Šankara), 2. višišta-advaita (Rámanudža) a 3. dvaita-védánta (Madhva).
Védánta konstatuje, že brahma (nejvyšší vesmírný duchovní princip) je oproštěno od vlastností a jednání. Vinou máji (klamu smyslového poznání) se átma (individuální duchovní princip) ztotožňuje s objekty. Védánta učí, že toto klamné ztotožnění lze změnit v pravdivé poznání: brahma a átma jsou totožní  a v Kathópanišad je to vyjádřeno slovy: „Porazit nevědomost nezdolným mečem, ukutým v ohni poznání“.
Mezi učením Dvaita-védatny (dualismem) a Advaita-védánty (nedualismem) existují filozofické rozpory v pohledu na brahman a átma.
Dvaita-védánta –
Podle Dvaita-védátny jsou brahma a átma totožné kvalitou, nikoli kvantitou. Kdyby podle Dvaita-védátny byla átma totožná s brahma i kvantitou, mája (iluze) by byla mocnejší než brahma. Dvaita-védánta tvrdí, že Ádi Šankara měl být inkarnací Šivy, podle této verze učení se měl Ádi Šankara zjevit na pokyn Višnua a zavést mylnou interpretaci Véd. Višnu mu měl říct aby zakryl skutečný význam védských písem.
Advaita-védánta –
Učení Advaita-védánty tvrdí, že brahman a átma jsou v podstatě totožné a dojem oddělenosti je jen májou (iluzí), klamným ztotožněním átma s hmotnými, smyslovými podměty.

## Neortodoxní školy

### Čárváka
Čárváka, také Lókajata je neortodoxní indická filosofická škola, která se vyznačuje filosofickým skepticismem a náboženskou lhostejností. Je pojmenována po svém zakladateli Čárvákovi, který je autorem spisu Bárhaspatja-sūtry. Do stejné skupiny patří také buddhismus a džinismus. Pro tuto školu je charakteristický materialismus a ateismus. Přestože tato škola není přímou součástí šesti ortodoxních škol hinduismu, je hinduistickým materialistickým hnutím uvnitř hinduismu.

### Džinismus

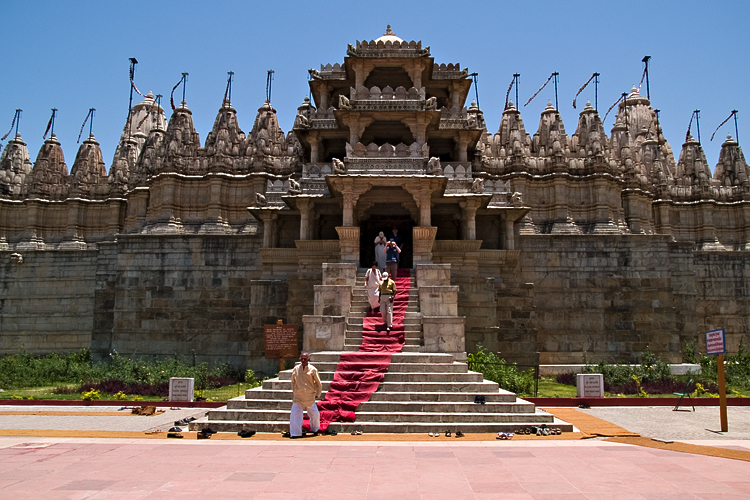
Džinistický chrám v Rankpuru, Rádžasthán, Indie

Džinismus, někdy též džainismus, v indické náboženské tradici známý pod názvem Džain dharma, v dévanágarí जैन धर्म. Tato neortodoxní indická filosofická škola vznikla jako reakce na hinduismus a jeho kastovní systém. Zakladatelem džinismu byl v 5. století př. n. l. Vardhamána Mahávíra, v dévanágarí वर्धमान महावीर, přezdívaný Džaina, v dévanágarí जैन a v českém překladu velký hrdina nebo vítěz. Jednou z nejvýraznějších charakteristik tohoto neortodoxního hinduistického náboženství je zdůraznění slibu čistoty a přímých následků chování (karma) každého jednotlivce. „Každý je zodpovědný za svou spásu a může ukončit cyklus opakujících se zrození“.

### Buddhismus

Osmidílná ušlechtilá cesta

Buddhismus je dharmická, nábožensko-filosofická škola. Jejím zakladatelem je Gautama Buddha, pravděpodobně 450 až 370 př. n. l. v severovýchodní Indii. Jedná se o jedno z nejrozšířenějších světových náboženství s přibližně 230–500 milióny stoupenců.
Přestože o narození a životě Gautamy Buddhy nejsou žádné přesné informace, všichni historici se shodují v tom, že zemřel, když mu bylo 80 let. a všechny spisy o jeho učení byly sepsány až po jeho smrti.
Gautama Buddha neměl v úmyslu vytvořit filosofii o světském životě, naopak jeho myšlení formovalo úsilí o vysvobození z koloběhu zrození a smrti (samsára). Podle tohoto učení vede k tomuto cíli osmidílná ušlechtilá cesta a čtyři ušlechtilé pravdy.
Nejznámější členění buddhismu vycházející z pozdější tradice jsou:
- Hínajána
- Mahájána
- Vadžrajána
- Théraváda

## Velké osobnosti

### Mahátma Gándhí

Gándhí v Anglii (1939)

Móhandás Karamčand Gándhí, v dévanágarí मोहनदास करमचन्द गांधी, *2. října 1869, Pórbandar, Kathiawar Agency, Britská Indie – †30. ledna 1948, Nové Dillí, Indie, byl jeden z největších politických a duchovních vůdců Indie a indického hnutí za nezávislost. Prosazoval filosofii aktivního, ale nenásilného odporu satjagraha založené na jogínském principu ahimsá (nenásilnost), která nakonec dovedla Indii k vyhlášení nezávislosti 15. srpna 1947. Gándhí je znám ve světě pod přízviskem mahátmá (महात्मा), „velký duch“, který mu dal indický básník Rabindranath Tagore a v Indii také pod přízviskem bapu „otec“. Indie mu formálně udělila titul „Otec národa“ a 2. říjen, den jeho narozenin, je každoročně vzpomínán jako Gándhí džajantí. 15. května 2007 přijala Organizace spojených národů rezoluci, která prohlašuje 2. říjen za „Světový den nenásilí“.